# Гверини (Ровиго)
Гверини је насеље у Италији у округу Ровиго, региону Венето.
Према процени из 2011. у насељу је живело 30 становника. Насеље се налази на надморској висини од 9 м.